# Prusy (Neder-Silezië)
Prusy (Duits: Prauß) is een dorp in het Poolse woiwodschap Neder-Silezië, in het district Strzeliński. De plaats maakt deel uit van de gemeente Kondratowice.